# Beta Film
Beta Film GmbH är ett tyskt filmbolag med säte i München som producerar, finansierar och distribuerar långfilm, TV-film och TV-serier på världsmarknaden.
Företaget grundades av Leo Kirch 1959, ingick i Kirch Gruppe fram till 2002 och har ägts av Jan Mojto sedan 2004. Under 2021 förvärvade Beta Films nordiska dotterbolag 51% av aktierna i det svenska produktionsbolaget Unlimited Stories AB.